# Scontri di Genova del 1993
Gli scontri di Genova del 1993 furono una sommossa cittadina nel centro storico di Genova del luglio 1993, conseguenza di una situazione di tensione che si stava accumulando da alcuni anni. Per alcune notti si consumarono aggressioni operate da cittadini italiani nei confronti degli immigrati, accusati di degradare la città tra spaccio di droga, criminalità e povertà. È stata una delle prime sommosse di carattere razziale e xenofobo della storia contemporanea italiana.

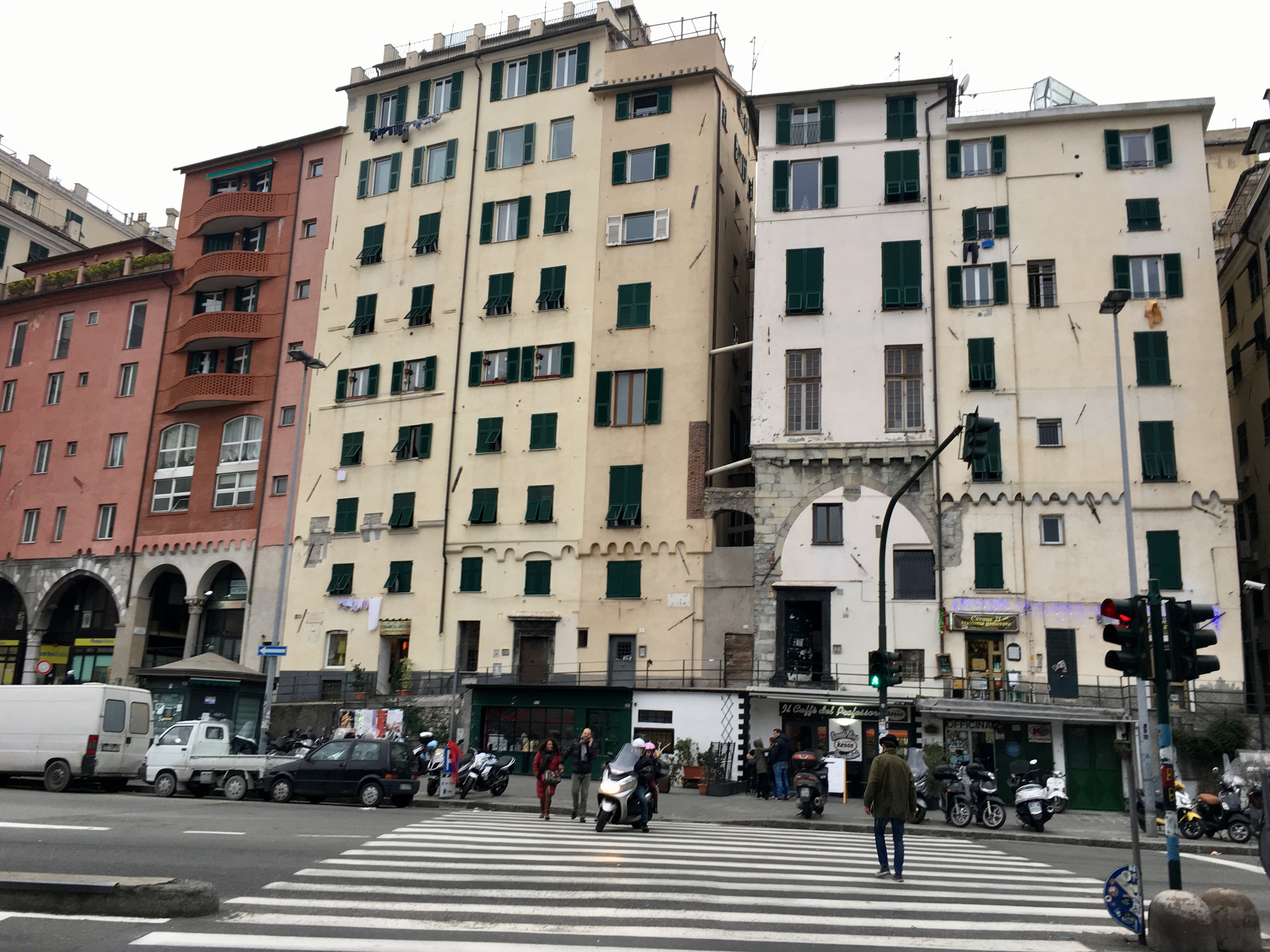
Piazza Cavour, l'epicentro degli scontri

## Antefatti
La società italiana fino agli anni novanta era una dei pochi casi dell'Europa occidentale a presentare una straordinaria uniformità etnica e a non aver mai vissuto conflitti causati dalla convivenza tra etnie (fatta eccezione per la questione meridionale o le leggi razziali), paragonabili a quelli accaduti negli Stati Uniti o in altri grandi paesi europei. Secondo lo storico Paul Ginsborg in termini razziali gli italiani erano profondamente conservatori, nonché del tutto ostili all'idea di un paese multietnico.
Questi scontri si inquadrano in un periodo in cui, dopo decenni di incremento, la popolazione genovese iniziava a diminuire e, al contempo, aumentava la presenza di immigrati, sia regolari che irregolari. La popolazione genovese iniziò a calare già dopo gli anni sessanta: dal picco dei 816.872 abitanti del censimento del 1971, si passò ai 762.895 del 1981, ai 678.771 nel 1991 e infine ai solo 610.307 nel 2001, per scendere negli anni seguenti sotto le 600mila unità. Per quello che riguarda l'ex circoscrizione Prè-Molo-Maddalena (che comprendeva la parte del centro storico dove avvennero gli scontri) si passò dai 32.143 residenti regolari del 1971, ai 27.461 nel 1981, ai 22.303 nel 1991 e infine ai 19.807 nel 2001.
Nel censimento del 1991 erano presenti sul territorio genovese 5.264 stranieri registrati, mentre nel 2001 la cifra raggiungeva i 15.567 (6.902 uomini e 8.665 donne). Il quartiere del centro storico risultava, al censimento del 2001, quello dove si concentrava la maggior percentuale di stranieri: il 17,12% del totale, pari a 2.665, corrispondente al 13,45% della popolazione della zona.
Genova, città tradizionalmente legata alla cantieristica e all'economia portuale, a partire dalla fine del XIX secolo, con la conversione di molte aree costiere o agricole del Ponente in industriali, aveva visto una forte crescita della popolazione, grazie alla forte immigrazione da altre regioni italiane (principalmente dal Meridione e dalle isole durante il boom economico del secondo dopoguerra). Questa situazione di crescita da una parte aveva portato alla nascita di nuovi quartieri residenziali periferici, non sempre ben integrati nell'urbanistica precedente e spesso carenti di servizi, dall'altra aveva comportato l'abbandono del centro storico da parte delle tradizionali famiglie borghesi di origine genovese.
La presenza del porto aveva fatto di Genova uno dei principali punti di transito sia per i flussi di italiani che emigravano verso l'estero, sia per gli stranieri, non sempre regolari, diretti in Italia o in altre nazioni europee, ma ben pochi di questi inizialmente si erano fermati in loco.
In questi anni parte dei palazzi del centro storico (il Palazzo Ducale e il Teatro Carlo Felice negli anni ottanta risultavano fatiscenti) e soprattutto dell'angiporto, abbandonati al degrado dai proprietari, divennero luoghi adibiti a residenza di fortuna, centro di contrabbando e fulcro di grossa e piccola criminalità, che tuttavia, al di là della possibile percezione di pericolosità da parte dell'opinione pubblica, al tempo manteneva un certo equilibrio con le attività legali e i residenti regolari ancora presenti.

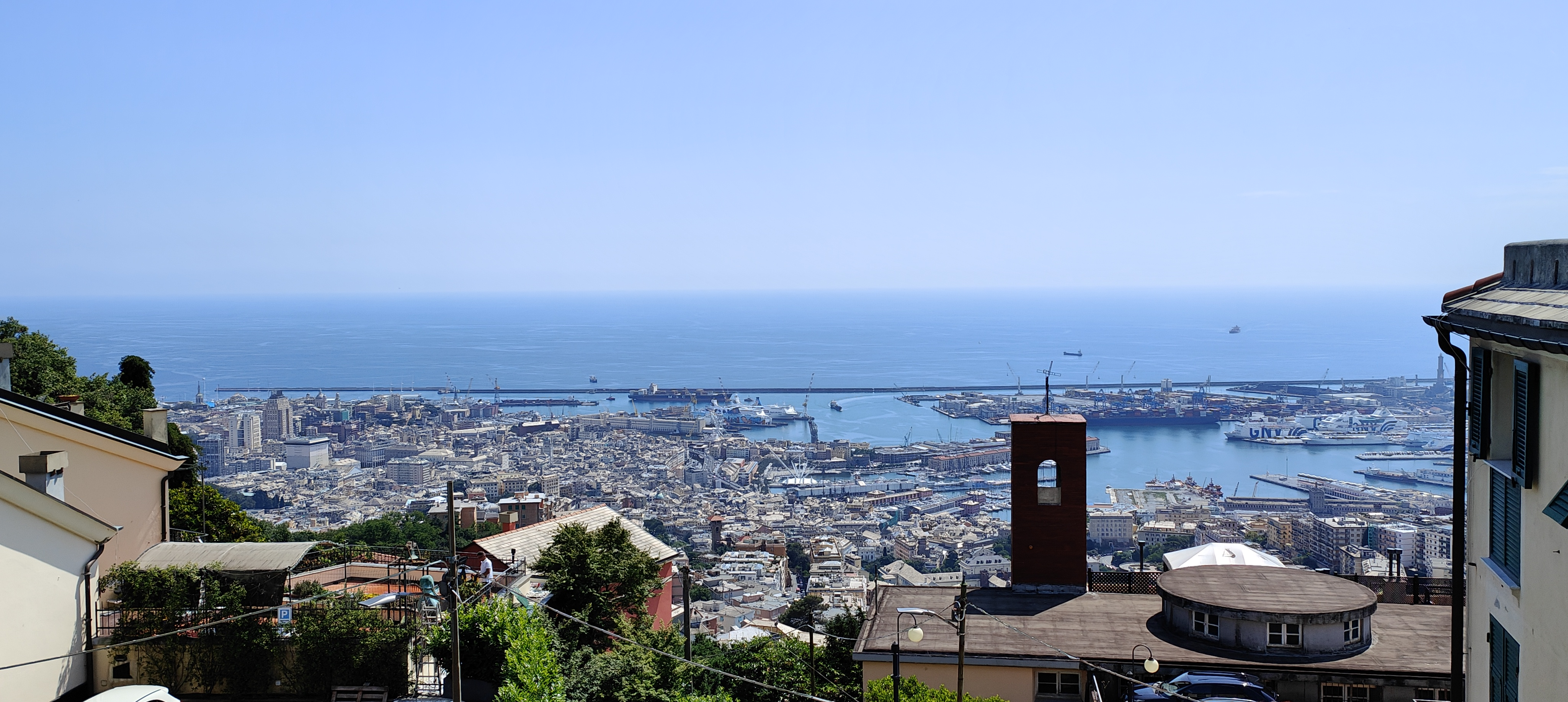
Il porto di Genova visto dal quartiere Righi

Con l'approssimarsi degli anni ottanta però l'andamento della popolazione aveva avuto una forte inversione di tendenza: la crisi del porto e della siderurgia avevano prodotto un brusco calo degli occupati e avevano interrotto il flusso migratorio proveniente dal resto d'Italia. 
A questa situazione si univa la difficile integrazione coi primi immigrati giunti negli anni precedenti dai paesi del Terzo e Quarto mondo: l'immigrazione straniera fino a questo momento a Genova era stata infatti marginale in termini numerici, composta principalmente da collaboratori e collaboratrici domestiche giunti dalle ex colonie o tramite le missioni cattoliche (che arrivavano quindi con un lavoro già sicuro), lavoratori del porto oppure studenti universitari ed esiliati politici (ad alta scolarizzazione) provenienti da nazioni sudamericane, mediorientali e dalla Grecia dei colonnelli, quasi tutti soggetti che trovavano modo di interagire con la vita cittadina, anche se non sempre riuscendo pienamente ad integrarvisi.
La situazione, oltre che la percezione della stessa da parte di genovesi (e degli immigrati già presenti), cambiarono velocemente con le nuove ondate migratorie, composte principalmente da persone di sesso maschile provenienti dal Nord Africa, spesso dedite a lavori non stabili (come quello di venditori ambulanti), che impedivano di integrarsi stabilmente, ma permettevano di rientrare periodicamente in madrepatria.
Nonostante i tentativi delle amministrazioni locali di rilanciare l'area portuale con una ristrutturazione del comparto industriale e un rinnovamento di immagine in chiave turistica con l'Expo 1992 (che comportò, almeno per quell'anno, un aumento dei controlli delle forze dell'ordine nel centro cittadino per renderlo sicuro e fruibile ai visitatori), non riuscirono a trasformare davvero la città in senso turistico e alcuni problemi sociali e strutturali restarono, primo fra tutti il declino demografico, in parte sanato dall'arrivo degli stranieri extracomunitari, alcuni regolarizzati con la Legge Martelli. Questi avevano trovato una casa proprio in alcuni vicoli del centro storico, ancora poco riqualificato, nelle aree più degradate e con numerosi edifici fatiscenti, con l'inevitabile arruolamento nella microcriminalità, legata soprattutto alla prostituzione e allo spaccio di droga, già presente in questi luoghi. Nel 1988 si ebbe la notizia di madri di Piazza Sarzano che chiedevano il porto d'armi per contrastare la droga e di ronde di vigilanti anti-droga in alcuni quartieri della città. Iniziarono ad esserci anche scontri tra gruppi di immigrati di differenti nazionalità (principalmente tunisini e marocchini), per il controllo del territorio nell'ambito dello spaccio di droga.
Anche le condizioni igieniche in cui si trovavano a vivere gli ultimi arrivati destava preoccupazione, in parte per malattie che poteva facilitare la vita in simili condizioni (i medici dell'ospedale Galliera per esempio segnalarono un elevato numero di parassitosi intestinali tra gli extracomunitari ricoverati), in parte per la scarsa conoscenza da parte delle autorità sanitarie della loro situazione immunologica e di salute, con il timore dell'arrivo di malattie ormai scomparse in Europa.

## Gli scontri
La tensione crebbe nei primi anni novanta, con la formazione di eterogenei gruppi di quartiere e comitati: ufficialmente nascevano per denunciare lo spaccio e le situazioni di degrado e microcriminalità che lo accompagnavano, ma in alcuni casi si trattava di gruppi contrari all'immigrazione in generale. Questi movimenti spontanei iniziarono ad organizzare ronde e manifestazioni e i media locali riportarono la notizia della presenza di naziskin e di simpatizzanti del fascismo, provenienti da altre regioni, che a volte giungevano a Genova per dare sostegno in questo tipo di azioni. Notizie di cronaca relative a reati violenti che riguardavano immigrati venivano spesso strumentalizzate a fini propagandistici. Nel frattempo, nell'area del centro storico ormai si concentravano circa 15mila immigrati, di cui un terzo irregolari.

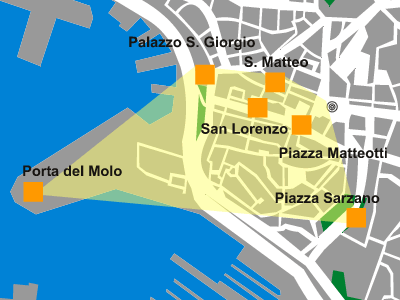
Il quartiere del Molo, l'area maggiormente interessata dagli scontri

Stando sia alle dichiarazioni delle forze dell'ordine, sia di alcuni dei gruppi che tradizionalmente cercavano di curare l'integrazione legale di chi stava giungendo in città, questi comitati erano facilmente infiltrati al loro interno da appartenenti ai gruppi criminali che gestivano lo spaccio, legati ai clan malavitosi del Sud Italia giunti con l'immigrazione interna dei decenni precedenti, e che vedevano negli immigrati africani una possibile concorrenza. Gli spacciatori italiani avrebbero quindi voluto sfruttare l'esasperazione dei residenti e le loro proteste per riuscire ad allontanare i nuovi venuti.
Tra il 20 e il 23 luglio 1993 numerosi giovani armati di spranghe di ferro, sassi e bastoni scatenarono, tra i carruggi genovesi, una guerriglia urbana e una "caccia di immigrati", in particolare maghrebini, con scontri diretti anche con le forze dell'ordine. In una delle notti più movimentate, gli scontri durarono fino all'alba per poi ricominciare la notte successiva, attaccando sempre poliziotti ed extracomunitari. Nel corso della guerriglia vennero sparati anche tre colpi di arma da fuoco dall'interno dell'area dell'Expo per disperdere gli assalitori. La battaglia non si limitò a Piazza Cavour, epicentro principale di questa "rivolta", ma si propagò nei vicoli circostanti, mandando alcuni stranieri in ospedale. Secondo alcune fonti sarebbero state decine le persone ferite (tra cui diversi agenti) per probabile opera di ambienti vicini all'estrema destra locale e alla criminalità italiana legata allo spaccio. In risposta, la polizia locale organizzò cordoni di sicurezza nel centro storico e un considerevole numero di pattuglie vennero dislocate nei vicoli più interni dell'angiporto. Stando alle testimonianze degli agenti vi furono anche tafferugli tra gli extracomunitari e gli agenti stessi, seppur in misura minore.
Al termine degli scontri ci furono circa 300 persone denunciate, un arresto (un italiano che aveva ferito un marocchino con una catena) e 12 feriti ufficiali.
Il capo della polizia, Vincenzo Parisi, giunse in città, promettendo rinforzi (alcune centinaia di uomini) per poter meglio presidiare il centro storico ed inquadrando gli scontri come "una guerra tra spacciatori", dichiarazione che causerà malcontento tra i comitati dei residenti. Lo stesso Parisi definirà irrealizzabile la proposta di "militarizzare" il centro storico, richiesta avanzata da alcuni comitati. Il questore Alfredo Lazzerini, in procinto di essere sostituito, dichiarò che vi era stato un errore di valutazione, avendo ritenuto le forze presenti a Genova già sufficienti per gestire la situazione. Il questore evidenziò anche che, ad aver complicato le cose, vi era stata la struttura urbanistica del centro storico, che rendeva difficile effettuare controlli. Relativamente alla questione delle infiltrazioni criminali nelle proteste, pur ritenendo le parole del capo della polizia mal interpretate, confermò che nel gruppo di italiani identificati vi erano persone già note alla giustizia, alcune delle quali con precedenti per droga.
Parte dei comitati più moderati si dissociarono dalle azioni violente di questi giorni, pur continuando a criticare l'assenza delle istituzioni relativamente ai denunciati problemi di degrado e criminalità. Alcuni commercianti e residenti, esponenti dei gruppi che guidavano la campagna contro il degrado del quartiere del porto, ripresero a mettere in atto forme di protesta non violenta (sit-in nelle zone dedite allo spaccio, scioperi della fame, ecc..) già attuate l'anno precedente, per prendere le distanze da chi aveva organizzato le ronde, ma al contempo mantenendo viva l'attenzione sulle problematiche presenti.
Il nuovo questore, Marcello Carnimeo, nei mesi seguenti diede il via ad una serie di controlli nella zona del centro storico, censendo circa 350 magazzini (45 vennero sigillati) ed espellendo 450 immigrati su circa 3mila controllati.
Il procuratore della Repubblica Giovanni Virdis, nel vuoto legislativo lasciato dal referendum abrogativo sulle droghe del 1993, emanò una circolare in cui fissava i limiti di possesso delle sostanze stupefacenti entro i quali si sconsigliava l'arresto del consumatore, ma non dello spacciatore, che doveva invece essere arrestato anche con mezzo grammo. Il provvedimento si attirò numerose critiche dagli abitanti e dai comitati del centro storico che si sentirono traditi dalla "direttiva Virdis", che fu criticata anche da alcuni preti di strada, mentre il sindacato di polizia SIULP rivendicava una "solidarietà nella legalità".
La maggiore attenzione da parte delle forze dell'ordine per la zona, ben rappresentata da un presidio nei dintorni di palazzo San Giorgio, che rimase presente per anni, evitò il ripetersi di scontri di simile dimensione, anche se non poté risolvere i problemi del quartiere circostante, che periodicamente si riacutizzarono generando nuove proteste da parte dei residenti.